# Свейн Теґерсен
Свейн Теґерсен (норв. Svein Thøgersen, 23 червня 1946) — норвезький академічний веслувальник.
Срібний призер Олімпійських Ігор 1972 року в складі парної двійки.
Срібний призер Чемпіонату Європи 1971 року в складі парної двійки.